# Chame (Panama)

Chame is een plaats en gemeente (in Panama un distrito genoemd) in de provincie Panamá Oeste in Panama. In 2015 was het inwoneraantal 29.000.
De gemeente bestaat uit devolgende elf deelgemeenten (corregimiento): Chame  (de hoofdplaats, cabecera), Bejuco, Buenos Aires, Cabuya, Chicá, El Líbano, Las Lajas, Nueva Gorgona, Punta Chame, Sajalices en Sorá.